# Schwarzprior
Schwarzprior je česká hudební skupina. Vznikla v roce 2009 jako jedna z uměleckých činností trojice výtvarníků z Fakulty umění Ostravské univerzity. Kapela hraje elektronickou hudbu, kterou při živých vystoupeních o doplňuje vizuály. V roce 2014 vydala debutové album IDDQD, pojmenované podle kódu pro nesmrtelnost ve střílečce DOOM. Album chystala několik let a několikrát zcela přepracovávala, aby ho dokončila v produkci Mirka Papeže známého pod pseudonymem Moimir Papalescu. Na cenách Vinyla 2014 byla oceněna jako objev roku. Další album Nemoc vychází v roce 2023 po dlouhých 7 letech, kdy kapela nebyla příliš aktivní. O mix se postaral opět Moimir Papalescu a master alba měl na starosti Dominik Pecka.

## Členové skupiny
- Tomáš Motal
- Edgar Schwarz
- Radek Pléha (do 2020)

## Diskografie
- Nemoc (2023)
- Remix (2014)
- IDDQD (2014)

## Ocenění
- Objev roku, Ceny Vinyla 2014